# Gaspar Fernandes
Gaspar Fernandes (1566 – Puebla, 1629) è stato un compositore portoghese.

## Biografia
La maggior parte degli studiosi concorda nell'affermare che il Gaspar Fernandes che appare nel 1590 come cantore nella cattedrale di Évora in Portogallo sia lo stesso Gaspar Fernandes che fu nominato organista nella cattedrale di Santiago de Guatemala il 16 luglio del 1599. Tra i suoi compiti in tale sede vi era quello di accompagnare il coro durante le messe e le varie funzioni religiose. Nel 1602 compilò alcuni libri di polifonia liturgica trascrivendo opere di autori spagnoli del Cinquecento come Cristóbal de Morales, Francisco Guerrero, ecc., ed aggiungendo proprie composizioni.
Nel 1606 fu nominato maestro di cappella della cattedrale di Puebla de los Ángeles in Messico, succedendo all'appena scomparso Pedro Bermúdez. A Puebla, dove visse un periodo di intensa attività musicale, rimase fino alla sua morte, avvenuta nel 1629.

## Opere
La prima produzione musicale di Fernandes compilata in Guatemala intorno al 1602 si compone essenzialmente di polifonia liturgica (mottetti, responsori, messe).
È durante il suo soggiorno a Puebla che Gaspar Fernandes compose ciò per cui oggi è maggiormente ricordato e cioè un corpus di villancicos tutti di carattere prettamente religioso, ma estremamente vario. Oltre ai villancicos tradizionali in spagnolo ed occasionalmente portoghese, se ne affiancano altri detti "vernacolari" nelle lingue indie dei nativi americani (nahuatl) e creole (o ritenute tali) dei neri. Tali musiche che riprendono il contrappunto cinquecentesco, riflettono una nuova ricerca ritmica ed espressiva tipicamente barocca.
Gran parte delle composizioni redatte a Puebla da Fernandes, appaiono in un manoscritto conservato nella cattedrale di Oaxaca che è stato oggetto di studio da parte dei musicologi Robert Stevenson e Aurelio Tello.